# أبو أحمد العسكري
أبو أحمد الحسن بن عبد الله بن سعيد بن إسماعيل بن زيد بن حكيم العسكري (293- 382 هـ= 906- 993 م). فقيه، أديب، انتهت إليه رياسة التحديث والإملاء والتدريس في بلاد (خوزستان) في عصره. ولد في عسكر مكرم (من كور الأهواز) وإليها نسبته، وانتقل إلى بغداد، وتجول في البصرة وأصفهان وغيرها، وعلت شهرته.
كان عالماً فاضلاً وراوية متقناً موصوفاً بالعفّة، وكان واحداً من النقّاد البارزين في عصره والذين كان لهم اسهامات كبيرة في إنشاء وتأسيس المدرسة النقدية الأولى في النقد العربي القديم.
حرص والد العسكري على أن يطلب ابنه العلم عند مشاهير العلماء فأرسله إليهم ليتتلمذ على أيديهم ويأخذ من معين معرفتهم وواسع علمهم، حيث تتلمذ على أيدي بعض من كبار الشيوخ الذين عرفوا بالأمانة والدقة وتنوع مصادر العلم والمعرفة ومنهم: أبو بكر بن دريد، ونفطويه وأبو الحسن الأخفش الصغير وأبو بكر الصولي وابن جرير الطبري وغيرهم من العلماء المشهورين الذين عرفوا بسعة العلم في القرن الرابع الهجري.
قال الصفدي: «كان أحد الأئمة في الأدب وهو صاحب أخبار ونوادر وله رواية متسعة وتصانيف مفيدة.» وقال: «وبالغ في الكتابة وعلت سنه واشتهر في الآفاق بالدين والدراية والتحديث والإتقان وانتهت إليه رياسة التحديث والإملاء للآداب والتدريس بقطر خوزستان ورحل إليه الأجلاء للأخذ عنه والقراءة عليه.»

## أقوال العلماء فيه
- قال جمال الدين القفطي: «العالم الفاضل الكامل، الرواية المتقن، صاحب التصانيف الحسان.»[5]
- وقال مجد الدين الفيروزآبادي: «من أعلام اللغويين.»[6]
- وقال أبو طاهر السلفي: «كان أبو أحمد العسكري من الأئمة المذكورين بالتصرف في أنواع العلوم، والتبحر في فنون الفهوم، ومن المشهورين بجودة التأليف وحسن التصنيف».[7]
- وقال ياقوت الحموي: «اللغوي العلامة.»[8]
- وقال الذهبي: «الإمام، المحدث، الأديب.».[9]

## شيوخه وتلاميذه
- شيوخه ومن روى عنهم:

سمع من: عبدان الأهوازي، وأحمد يحيى التستري، وأبي القاسم عبد الله بن محمد البغوي، وأبي بكر بن أبي داود، ومحمد بن جرير الطبري، وأبي بكر بن دريد، وإبراهيم بن عرفة نفطويه، ومحمد بن علي بن روح المؤدب، وأبي بكر بن زياد، والعباس بن الوليد الأصبهاني، وطبقتهم.
- تلاميذه ومن روى عنه:

حدث عنه: أبو سعد الماليني، وأبو بكر أحمد بن محمد بن جعفر اليزدي الأصبهاني، وأبو الحسن علي بن أحمد النعيمي، وأبو الحسين محمد بن الحسين الأهوازي، والمقرئ أبو علي الحسن بن علي الأهوازي، وأبو نعيم الحافظ، وأبو بكر محمد بن أحمد الوادعي، وعبد الواحد بن أحمد الباطرقاني، وأحمد بن محمد بن زنجويه، ومحمد بن منصور بن حيكان التستري، وعلي بن عمر الإيذجي، وأبو سعيد الحسن بن علي بن بحر التستري السقطي، وآخرون.

## مؤلفاته
له العديد من الكتب والمؤلفات ومن أشهرها:
- المصون في الأدب
- التصحيف والتحريف.
- تصحيح الوجوه والنظائر.
- الحكم والأمثال
- راحة الأرواح.
- الزواجر والمواعظ.
- ما لحن فيه الخواصّ من العلماء.
- المختلف والمؤتلف في مشتبه أسماء الرجال.
- صناعتي النظم والنثر.
- التفضيل بين بلاغتي العرب والعجم، حققه الدكتور حمد بن ناصر الدخيِّل.

وغيرها.

## وفاته
توفي في يوم الجمعة 7 ذو الحجة 382 هـ الموافق 3 فبراير 993 م.